# Kaszap István
Tiszteletreméltó Kaszap István Vilmos (Székesfehérvár, 1916. március 25. – Székesfehérvár, 1935. december 17.) magyar jezsuita novicius. Sírhelye a székesfehérvári Prohászka Ottokár-emléktemplomnál ma is ismert zarándokhely.

## Élete
Kaszap István mélyen vallásos családba született, Kaszap Lajos és Vinkler Róza fiaként. Két bátyja és két húga volt. Első iskolai éveit szülővárosában, a Belvárosi Elemi Iskolában, középiskolai tanulmányait a Ciszterci Szent István Gimnáziumban végezte. Nagy akaraterővel és szorgalmas munkával jeles tanulóvá küzdötte fel magát. 
Kitűnő tornász volt, 17 éves korában a Dunántúl ifjúsági bajnoka lett. Részt vett a cserkészmozgalomban, hűséges kongreganista lett. Szerzetesi életre vágyott, de kételkedett önmagában, hogy vajon méltó lesz-e a papi hivatásra. Sokat imádkozott és végül a jezsuita rendet választotta. 1934. július 31-én kezdte meg szerzetesi életét a budai Manrézában. Hamarosan ismeretlen betegség támadta meg. Többször megoperálták, fájdalmas kezeléseket kapott, de nem tudtak rajta segíteni. Nagy bánatára 1935. november 3-án el kellett hagynia a Manrézát. Nem sikerült megvalósítani álmát, hogy jezsuita szerzetes legyen. 
1935. december 17-én hunyt el szülővárosában. Ekkor a székesfehérvári sóstói temetőben temették el, de később exhumálták, és a Prohászka-emléktemplom mellé épített kriptába temették.
Születésének századik évfordulóján a Nemzeti Emlékhely és Kegyeleti Bizottság a nemzeti sírkerthez csatolta a sírját, mely odatemetése óta közismert zarándokhely.
Boldoggá avatási pere 1941. október 11-én kezdődött először, de a háború közbeszólt. A  pert a Székesfehérvári egyházmegye nemrég újra megindította.
Tiszteletre méltó Kaszap István emléknapja: november 13.

## Emlékezete
- Thurzó Gábor 1966-ban kiadott, A szent című regénye, az író szerint ugyan nem Kaszapról szól, de a párhuzam túlságosan nagy mértékű. A főhős Gregor István negatív vonásai ezért alkalmasak Kaszap kultuszának rombolására.[3]
- Mécs László költő róla írta a Kaszap István című költeményét.
- Az 1940-es évek óta több életrajza jelent meg a Jézus Társasága kiadásában, Endrődy László és későbbi szerzőtársai tollából.